# 有理直角三角面積數

6是三角形（3，4，5）的面積，故為有理直角三角面積數

有理直角三角面積數（英語：Congruent number）是可以表示為三邊長度都是有理數的直角三角形面積之正整數，廣義也包括有此屬性的所有正有理數，例如5是三角形（{\displaystyle {\tfrac {20}{3}}}，{\displaystyle {\tfrac {3}{2}}}，{\displaystyle {\tfrac {41}{6}}}）的面積，故為有理直角三角面積數；6是三角形（3，4，5）的面積，故為有理直角三角面積數。3和4不是有理直角三角面積數。
有理直角三角面積數列：
5、6、7、13、14、15、20、21、22、23、24、28、29、30、31、34、37、38、39、41、45、46、47、52、53、54、55、56、60、61、62、63、65、69、70、71、77、78、79、80、84、85、86、87、88、92、93、94、95、96、101、102、103、109、110、111、112、116、117、118、119、120…（OEIS數列A003273）